# アレクサンドラ・フォン・ザクセン＝コーブルク・ウント・ゴータ
アレクサンドラ・フォン・ザクセン＝コーブルク・ウント・ゴータ（Alexandra von Sachsen-Coburg und Gotha, 1878年9月1日 - 1942年4月16日）は、ドイツの小諸侯ザクセン＝コーブルク公家の公女で、ヴュルテンベルク王国のシュタンデスヘルに嫁した。ヴィクトリア英国女王の孫娘で、家族内の愛称はサンドラ（Sandra）。

## 生涯
ドイツ・コーブルクのローゼナウ城で誕生。ヴィクトリア女王の次男エディンバラ公アルフレッドと、ロシア皇帝アレクサンドル2世の次女マリア・アレクサンドロヴナの間の第4子・三女。1878年10月2日にコーブルクのパレ・エディンバラにて、おそらく母公爵夫人の御付司祭によって洗礼式が行われ、アレクサンドラ・ルイーゼ・オルガ・ヴィクトリア（Alexandra Louise Olga Victoria）の洗礼名が与えられた。洗礼の代父母には母方伯父のロシア大公アレクセイ・アレクサンドロヴィチらが名を連ねた。
父は英国海軍軍人、後にはコーブルク公国元首の職務に忙殺され、家族に関心を払うことができなかった。従って母が子供たちの生活・教育に関する絶対権を握った。サンドラは生涯にわたり、2人の姉マリー（ミッシー）とヴィクトリア・メリタ（ダッキー）の引き立て役であり、姉妹の中で一番容姿が見劣りする（と言われていた）ことも相まって、姉たちから対等に扱われなかった。
幼少期はイングランドで過ごし、母がエディンバラ公家のロンドン公邸クラレンス・ハウスよりも好んだケント州イーストウェル・パークで育った。父公爵は多忙で滅多に屋敷にいないとはいえ、たまに休暇が取れると、面白い遊びを考案しては子どもたちを楽しませる愛情深い人物だった。兄弟姉妹はみなフランス語を習わされたが、嫌々教わったため習得はできなかった。1886年、父公爵が地中海艦隊の司令官に任官したのに伴い、一家はマルタ島のサン・アントン宮殿に移った。同宮殿には年長の従兄であるウェールズ公第2王子ジョージ（のちヨーク公爵、ジョージ5世王）がしばしば遊びに訪れ、サンドラと2人の姉たち「かわいい三姉妹（three dear sisters）」の遊び相手をしてくれたため、王子専用の居室がわざわざ用意された。
同じ1886年、父が亡き祖父アルバート王子の実家ザクセン＝コーブルク＝ゴータ公国公家の法定推定相続人に治定され、エディンバラ公一家は正式にドイツ・コーブルクのローゼナウ城を本邸とした。母マリアが新しく雇ったドイツ人ガヴァネスの方針に従い、公女たちはドイツ風の野暮で地味な服を着せられ、ルター派の教義を学ばされた。しかしマルタよりもコーブルク滞在時の方が、公女たちは幅広く文化芸術に触れることができた。姉妹たちはコーブルク滞在時には描画と音楽を教わり、木曜日と日曜日には大好きな劇場公演を観覧できた。サンドラは1885年の叔母ビアトリス王女の婚礼、及び1893年の従兄ヨーク公爵の婚礼で、それぞれブライズメイドを務めた。同じ1893年に父が正式にザクセン＝コーブルク＝ゴータ公爵位を継承し、サンドラはイギリス王女の称号を保持しつつも、ザクセン＝コーブルク＝ゴータ公女（Princess Alexandra of Saxe-Coburg and Gotha）の称号を用いるようになった。

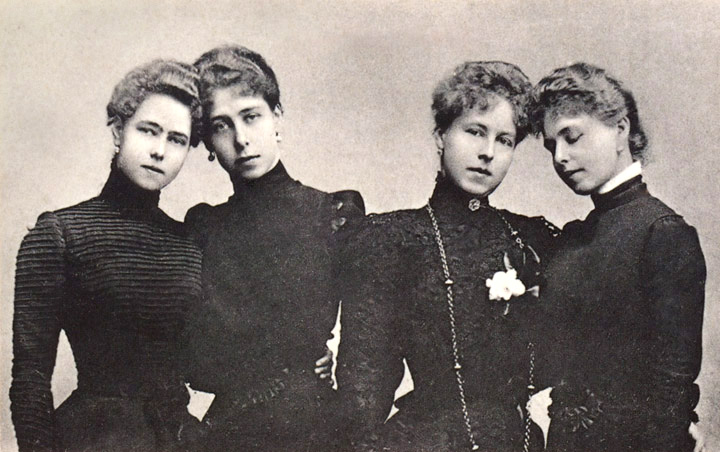
エディンバラ家の四姉妹、左から、四女ビー、次女ダッキー、三女サンドラ、長女ミッシー

母マリアは、自分の考えを持つ年齢になる前に娘たちを他家へ嫁がせるべきだと固く信じており、夫がコーブルク公国元首となった1893年以降、末っ子のビアトリス（ビー）以外の娘たちの縁談を矢継ぎ早にまとめた。1895年の暮れ、母はサンドラを15歳年長のホーエンローエ＝ランゲンブルク侯世子エルンスト（2世）と婚約させた。フィアンセは祖母ヴィクトリア女王の異父姉の孫で、又従兄妹同士だった。しかし父アルフレッドが相手の身分の低さを理由に反対し、ヴィクトリア女王もサンドラがまだ17歳と若すぎて心配だと意見した。2人の姉がいずれも君主の嫡子と結婚したのに対し、サンドラの相手は君主に準ずる家格のシュタンデスヘルの嫡子に過ぎないため、理想的な縁談とは到底言えなかった。婚礼は1896年4月20日コーブルクのエーレンブルク城で挙行された。夫妻は間に5人の子をもうけ、うち1男3女が成育した。
- ゴットフリート・ヘルマン・アルフレート・パウル・マクシミリアン・ヴィクトル（1897年 - 1960年） - ホーエンローエ＝ランゲンブルク侯家家長、ギリシャ王女マルガリタと結婚、子孫あり[18][19]
- マリー・メリタ・レオポルディーネ・ヴィクトリア・アレクサンドラ・ゾフィー（1899年 - 1967年） - シュレースヴィヒ＝ホルシュタイン公ヴィルヘルム・フリードリヒと結婚、子孫あり[20][21]
- アレクサンドラ・ベアトリーツェ・レオポルディーネ（1901年 - 1963年[22]）
- イルマ・ヘレーネ（1902年 - 1986年[19]）
- アルフレート・クリスティアン（1911年[19]）

1899年兄アルフレッド（アッフィ）公世子が自殺を遂げ、翌1900年父も妻や娘たちに看取られ亡くなった。父の後継者となった新公爵カール・エドゥアルトはまだ16歳の少年だったため、サンドラの夫エルンストが公爵の成人する1905年7月19日までコーブルク公国の摂政を務めた。第一次世界大戦中、サンドラはドイツ赤十字社の篤志看護婦として奉仕した。長女が1917年5月に第一子を出産し、サンドラは大戦中に初孫を得て38歳で祖母となった。1918年のドイツ革命に伴い、サンドラの家族は特権的な地位を失った。サンドラは1937年5月1日付で長男夫婦や三女ら家族と一緒に国家社会主義ドイツ労働者党（ナチ党）に入党した 。もっともこの頃にはすでに病がちになっており、1942年シュヴェービッシュ・ハルにて死去した。

サンドラの紋章。英国君主の男系孫に付与される、5つの垂から成るレイブルは個人個人で異なっていた。サンドラのものは中央が赤の十字（cross gules）、中両脇が青の錨（anchors azure）、外両脇が青のフルール・ド・リス（fleurs-de-lys azure）

チューリヒで晩年を送った母や諸外国に住む姉妹との往復書簡・家族写真など、サンドラの私的記録はランゲンブルク家文庫に「アレクサンドラ侯夫人遺稿（Nachlass Fürstin Alexandra）」として保管されている。文庫はノイエンシュタイン城（ドイツバーデン＝ヴュルテンベルク州ホーエンローエ郡ノイエンシュタイン）に置かれたホーエンローエ家中央文書館に収蔵されており、閲覧可能となっている。
第一次大戦中、英国王室の非ドイツ化を進めたジョージ5世は、1917年に発した国王委任状において、サンドラのイギリス王女としての紋章中のインエスカッシャンを剥奪する懲罰措置をとり、サンドラと母国イギリスとの絆は弱まった。しかし1931年長男ゴットフリートがヴィクトリア女王の玄孫にあたるギリシャ王女マルガリタと結婚したこと、そしてマルガリタの弟フィリップが英国女王エリザベス2世と結婚したことで、サンドラの家族は再び英国王室と結びついた。

## 引用・参考文献

### 引用
1. 1 2 3 4  Zeepvat, p. 258
2. ↑  Grigoryan 2006, p. 25.
3. ↑  Maria 1990, p. 19.
4. 1 2 3 4 5 6 7  Zeepvat, p. 260
5. ↑  Gauthier 2010, p. 9.
6. ↑  Maria 1990, p. 15.
7. ↑  Maria 1990, p. 31-32.
8. ↑  Mandache 2011, p. 13.
9. ↑  Maria 1990, p. 136.
10. ↑  Maria 1990, p. 155.
11. ↑  Sullivan 1997, p. 80-82.
12. ↑  Maria 1990, p. 169.
13. ↑  Maria 1990, p. 177.
14. ↑  NPG: Prince and Princess Henry of Battenberg with their bridesmaids and others on their wedding day http://www.npg.org.uk/collections/search/portrait/mw145863/Prince-and-Princess-Henry-of-Battenberg-with-their-bridesmaids-and-others-on-their-wedding-day?LinkID=mp89748&role=art&rNo=2
15. ↑  “The Duke and Duchess of York and Bridesmaids”.   National Portrait Gallery, London. 2024年4月19日閲覧。
16. ↑  Grigoryan 2006, p. 26.
17. ↑  Grigoryan 2011, p. 261.
18. 1 2  Ernst 2007, p. 261.
19. 1 2 3  Marlene A. Eilers, Queen Victoria's Descendants (Baltimore, Maryland: Genealogical Publishing Co., 1987), page 181. Hereinafter cited as Queen Victoria's Descendants. ISBN 9780806363097
20. ↑  Huberty, Giraud & Magdelaine 1994, p. 232.
21. ↑  Huberty, Giraud & Magdelaine 1994, p. 283.
22. ↑  “Hohenlohe-Langenburg, Viktor (Prince, Count Gleichen)”, Benezit Dictionary of Artists (Oxford University Press), (2011-10-31) 2024年4月19日閲覧。
23. ↑  Grigoryan 2011, p. 262.
24. ↑  Beéche 2014, p. 120.
25. 1 2  Zeepvat, p. 261
26. ↑  Jonathan Petropoulos, Royals and the Reich: The Princes von Hessen in Nazi Germany (New York: Oxford University Press, 2006), 382.
27. ↑  Petropoulos 2006, p. 382,386.
28. ↑  Grigoryan 2011, p. 269.
29. ↑  “Estate of Princess Alexandra (*1878, 1942) (Holdings) - Archive guide to the German Colonial Past”. 2024年4月19日閲覧。
30. ↑  “Hohenlohe-Zentralarchiv Neuenstein”. 2024年4月19日閲覧。
31. ↑  “See Alexandra coat of arms in (1896)”. 2024年4月19日閲覧。